# 이창섭 (1956년)
이창섭(李昌燮, 1956년 5월 29일~)은 대한민국의 아나운서 출신의 뉴스 보도 기자 등으로 활약했던, 프리랜서 앵커이자 방송인이고, 전직 정치인이었다.
충남 대전에서 아버지 이재갑 씨 내외의 막내아들로 출생하였고, 형은 이현섭 씨이며, 아내(전병순 여사)와의 사이에 무녀독남(아들 이기황)이 있는 그는, 한때 2000년 2월부터 이듬해 2001년 8월까지 자유민주연합 대전 유성지구당 위원장 등을 지냈다.

## 생애
1984년 MBC 아나운서로 입사 이후 1991년 SBS 서울방송 기자로 이적하였으며, 2000년 1월 9일에 SBS 서울방송을 퇴사하였다. 이어 2000년 1월 16일 이후 자민련 당무위원 겸 부대변인, 대전 유성지구당 지구당위원장을 지냈다.
그 후 프리랜서 앵커 신분으로 《굿모닝 세상은 지금》, 《생방송 투데이》, 《생방송 광화문의 아침》, 《이창섭의 인사이드》 등을 진행하였다.

## 진행 프로그램

### 현재 진행 중인 프로그램
- G1방송 《이창섭의 인사이드》 (2011년) ~ (2020년)
- TV조선 《생방송 광화문의 아침》 (2015년 ~  2017년 6월 30일)

### 과거 진행했던 프로그램
- MBC 《MBC 0시 뉴스》 (1986년 ~ 1989년)
- MBC 《퀴즈아카데미》 (1987년 ~ 1991년)
- SBS 《출발! 서울의 아침》 (1991년 ~ 1993년)
- SBS 《SBS 8 뉴스》 (1997년 ~ 1998년)
- SBS 《출발! 모닝와이드》 (1995년 ~ 1998년)
- SBS 《생방송 행복찾기》 (2001년 ~ 2002년)
- SBS 《도전 퀴즈 퀸》 (2001년 ~ 2002년)
- SBS 《생방송 투데이》 (2003년 ~ 2008년)
- SBS 《굿모닝 세상은 지금》 (2007년 ~ 2008년)
- tbs TV 《안녕하세요 서울입니다》 (2007년)
- SBS CNBC 《굿모닝 경제와이드》 (2010년 ~ 2011년)
- SBS 《톡톡! 행복예감》 (2009년)
- TV조선 《모닝 뉴스 깨》 (2011년 ~ 2012년)
- TV조선 《생생라이프》 (2012년)

## 역대 선거 결과
| 실시년도 | 선거   | 대수 | 직책     | 선거구 | 정당         | 득표수   | 득표율          | 순위 | 당락 | 비고 |
| -------- | ------ | ---- | -------- | ------ | ------------ | -------- | --------------- | ---- | ---- | ---- |
| 2000년   | 총선   | 16대 | 국회의원 | 유성구 | 자유민주연합 | 18,824표 | \| \| 31.62% \| | 2위  | 낙선 |      |
|          | 31.62% |      |          |        |              |          |                 |      |      |      |